# Zokniai (stacja kolejowa)
Zokniai (ros. Зокняй) – stacja kolejowa w miejscowości Szawle, w okręgu szawelskim, na Litwie. Położona jest przy porcie lotniczym Szawle.